# Dia blanc

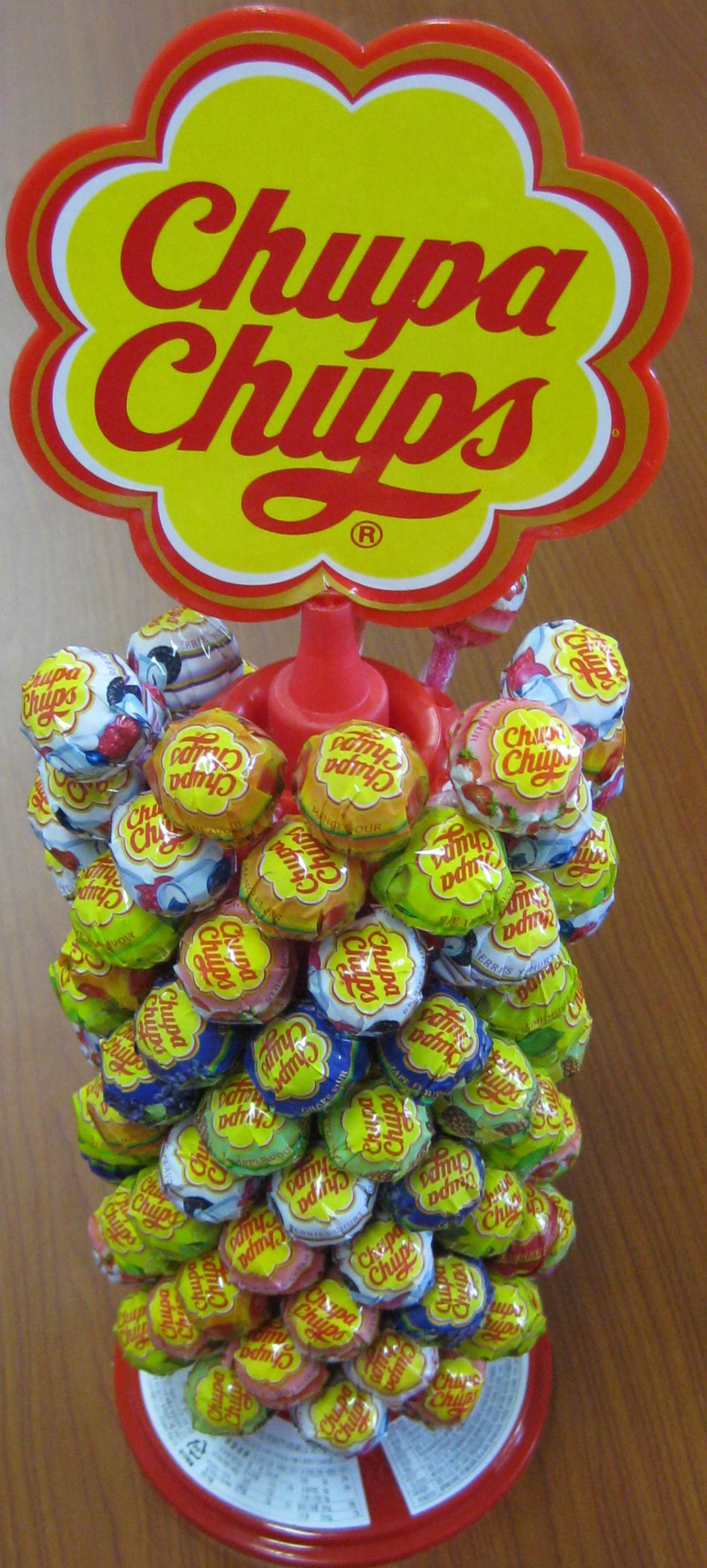
Els Chupa chups són molt populars a Corea del Sud durant el White Day.

El dia blanc (en anglès White day, en coreà 화이트데이, hwaiteu dei, literalment "dia blanc") és una festivitat semblant a la del dia de Sant Valentí, però que té lloc just un mes després, el 14 de març a Corea del Sud Japó, Taiwan, i la Xina. La tradició diu que al dia de San valentí són les dones qui ofereixen bombons als homes i que tot just un mes més tard són els homes qui ofereixen caramels a les dones. Aquesta tradició es va estenent per tota Àsia, especialment a Hong Kong degut al gran nombre d'immigrants japonesos. Tot just comença a fer-se popular a Austràlia degut al gran nombre de coreans immigrants, on pràcticament s'enllaça amb el dia de Sant Patrici irlandès (17 de març).Entre altres regals es poden trobar Chupa Chups, els quals són molt populars entre els coreans.
Al Japó, en canvi, els homes regalen xocolata blanca, negre, amb llet o light a les dones, tot i que també en fan d'altres regals com ara joies, poemes i d'altres regals de valor sentimental.
De forma irònica també se celebra el black day, dedicat per qui passa el 14 de març en solitari.